# Uwe Johnson
Uwe Johnson (20. července 1934 Cammin v Pomořansku – asi v noci z 23. na 24. února 1984 Sheerness on Sea) byl německý spisovatel, řadící se do období německé poválečné literatury. Patřil k literární skupině Gruppe 47. Jeho hlavním dílem je obsáhlý čtyřsvazkový román Jahrestage (1970–1983).